# 稲葉迂斎
稲葉 迂斎（いなば うさい、貞享元年9月17日（1684年10月25日） - 宝暦10年11月10日（1760年12月16日））は、江戸時代の儒学者。麻布六本木町出身。佐倉藩士鈴木正則の子。通称は十五郎、十左衛門。諱は通経、後正義と改名。兄に稲葉則通がいる。同じく儒学者の稲葉黙斎は息子。
浅見絅斎、三宅尚斎の影響を受け、山崎闇斎の学問（闇斎学）へ傾倒する。三木信成、伴部安崇、赤井直義らと交流して研究に励行し、佐藤直方に師事しながら、自らも講釈をした。絅斎、尚斎の下に滞在して、聴講したこともある。師直方の没後、闇斎学は衰退したが、迂斎の声望は止まることはなかった。正徳5年（1715年）、唐津藩に招聘され、そこで教鞭を振るう。寛保3年（1743年）には200石を支給された。宝暦10年（1760年）11月10日没。著作に「親民須知」、「迂斎先生学話抄略」、「幼君輔佐之心得」、「与興津氏之女書」、「迂斎先生語録抄略」、「迂斎稲葉先生国字筆記」などがある。

## 人柄
酒、煙草などに手をつけることは一切なく、古書を読む事にひたすら励行し、人に書物の講釈をするのを惜しまなかった。旅行と喪に服すとき以外は、一日たりとも講釈をしない日は無いとさえ言われるほどであった。

## 墓所
墓所は文京区本駒込の龍光寺。